# Metaporana parvifolia
Metaporana parvifolia är en vindeväxtart som först beskrevs av K. Afselius, och fick sitt nu gällande namn av Bernard Verdcourt. Metaporana parvifolia ingår i släktet Metaporana och familjen vindeväxter.

## Underarter
Arten delas in i följande underarter:
- M. p. obovata
- M. p. pilosa